# آمبودینونوکا
آمبودینونوکا (به لاتین: Ambodinonoka) یک منطقهٔ مسکونی در ماداگاسکار است که در آتسینانانا واقع شده‌است. آمبودینونوکا ۱۳٬۸۸۸ نفر جمعیت دارد.